# U-Bahnhof Bahnhof Deutz/Messe
Der U-Bahnhof Bahnhof Deutz/Messe ist eine 1983 eröffnete Station der Stadtbahn Köln im Stadtteil Köln-Deutz in unmittelbarer Nähe des Bahnhofs Köln Messe/Deutz, der zu den 21 Bahnhöfen der höchsten Preisklasse 1 von DB Station&Service gehört. Die oberirdische Haltestelle heißt davon abweichend Bahnhof Deutz/LANXESS arena, da die Koelnmesse von den Linien 3 und 4 durch eine separate Haltestelle erschlossen wird.
Er wird von den Linien 1, 3, 4 und 9 der Kölner Verkehrs-Betriebe (KVB) bedient und verfügt über insgesamt vier Gleise (zwei oberirdisch für die Hochflurlinien 3 und 4 sowie zwei unterirdische für die Niederflurlinien 1 und 9) an vier Seitenbahnsteigen.

## Anlage

U-Bahn-Tunnel von Köln-Deutz

Ehemalige Planungen für des Stadtbahnnetz von Köln-Deutz Anfang der 1980er Jahre
- - - schwarz gestrichelt geplante Neubaustrecken
- - - rot gestrichelt wegfallende Strecken

Die Station liegt im Stadtteil Köln-Deutz in unmittelbarer Nähe der Lanxess Arena.
Sie hat eine Verknüpfungsebene zwischen den oberirdischen und den unterirdischen Stationsteilen, die durch einen Fußgängertunnel mit dem Bahnhof Köln Messe/Deutz und dem Südeingang der koelnmesse verbunden ist.
Die oberirdischen Seitenbahnsteige der Linien 3 und 4 sind als Hochflurbahnsteige angelegt, die unterirdischen Bahnsteige der Linien 1 und 9 als Niederflur-Bahnsteige. Der U-Bahnhof ist noch in verschiedenen Orangetönen gekachelt, die aber zum Teil schon abgenommen worden sind und durch neue ersetzt werden sollen. Die Neugestaltung der Haltestelle und Zwischenebene soll Anfang 2025 beginnen und ca. drei Jahre andauern.
Der U-Bahnhof liegt unter der Opladener Straße an der Kreuzung der Justinianstraße und der Deutz-Mülheimer-Straße. Er befindet sich am östlichen Ende der Hochbahnsteige des Bahnhofs Köln Messe/Deutz und ist mit dem östlichen Verbindungstunnel verbunden. Das Empfangsgebäude ist dagegen nicht direkt erreichbar, da dieses im Bereich der Tiefbahnsteige am westlichen Ende der Hochbahnsteige liegt.
Östlich des U-Bahnhofs existiert eine Abstellanlage, von wo des Öfteren Verstärkerkurse der Linien 1 und 9 eingesetzt werden, z. B. bei Großveranstaltungen der koelnmesse oder Lanxess Arena.

## Bauvorleistungen
Beim Bau des Kalker Tunnels war geplant, dass die oberirdischen Stadtbahnlinien 3 und 4 später einmal ebenfalls an dieser Stelle in den Untergrund gelegt werden. Dazu wurde als Bauvorleistung ein weiterer, unabhängiger U-Bahnhof um 90 Grad gedreht unter dem der Linien 1 und 9 gebaut. Die Zugänge zu diesem Geisterbahnhof sind heute durch Plakatwände verschlossen.

## Linien
| Linie | Linienverlauf | Takt   |
| ----- | --- | ------ |
| 1     | Weiden West – Junkersdorf – Rheinenergiestadion – Müngersdorf – Braunsfeld – Aachener Str./Gürtel – Moltkestraße – Rudolfplatz – Neumarkt – Heumarkt – U Bf. Deutz/Messe – U Deutz Technische Hochschule – U Kalk Post – U Kalk Kapelle – U Fuldaer Straße – U Sportpark Höhenberg – Merheim – Brück – Lustheide – Refrath – Kippekausen – Frankenforst – Neuenweg – Kölner Str. – Im Hoppenkamp – U Bensberg       | 10 min |
| 3     | Thielenbruch – Dellbrück – Holweide – Buchheim – Buchforst – Koelnmesse – Bf. Deutz/Lanxess Arena – U Severinstraße – U Poststraße – U Neumarkt – U Appellhofplatz (Breite Straße) – U Friesenplatz – U Hans-Böckler-Platz/Bahnhof West – U Piusstraße – U Körnerstraße – U Venloer Straße/Gürtel (Bf. Ehrenfeld) – U Leyendeckerstraße – U Rochusplatz – U Akazienweg – Bocklemünd – Mengenich – Görlinger-Zentrum | 10 min |
| 4     | Leverkusen-Schlebusch – Köln-Dünnwald – Höhenhaus – Mülheim Wiener Platz – Koelnmesse – Bf. Deutz/Lanxess Arena – U Severinstraße – U Poststraße – U Neumarkt – U Appellhofplatz (Breite Straße) – U Friesenplatz – U Hans-Böckler-Platz/Bahnhof West – U Piusstraße – U Körnerstraße – U Venloer Straße/Gürtel (Bf. Ehrenfeld) – U Leyendeckerstraße – U Rochusplatz – U Akazienweg – Bocklemünd                   | 10 min |
| 9     | Sülz – Zülpicher Straße/Gürtel – Universität – Dasselstraße/Bahnhof Süd – Zülpicher Platz – Neumarkt – Heumarkt – U Bf. Deutz/Messe – U Deutz Technische Hochschule – U Kalk Post – U Kalk Kapelle – U Vingst – Ostheim – Rath/Heumar – Königsforst | 10 min |